# 徐宗轼
徐宗轼（？—？），字瑞明，江南苏州府吴县人。桂阳知府徐如玉之子。康熙五十年（1511年）農曆九月参加江南乡试，因请人代笔卷入辛卯科场案。1713年判处枷责。